# 糙炬燈魚
糙炬灯鱼（学名：Lampadena anomala）为輻鰭魚綱燈籠魚目灯笼鱼科的其中一種。分布于東大西洋、東太平洋及西印度洋海域，為深海魚類，棲息深度可達330-2000公尺，體長可達18公分，屬肉食性，以磷蝦及橈角類等為食。

## 扩展阅读
維基物種上的相關：糙炬灯鱼